# Suri (Dholkha)
Suri (nep. सुरेटी) – gaun wikas samiti w środkowej części Nepalu w strefie Dźanakpur w dystrykcie Dholkha. Według nepalskiego spisu powszechnego z 2001 roku liczył on 719 gospodarstw domowych i 3294 mieszkańców (1651 kobiet i 1643 mężczyzn).